# Esuperio
Esuperio  è un nome proprio di persona italiano maschile.

## Varianti
- Maschili: Essuperio
- Femminili: Esuperia[2][3], Essuperia

### Varianti in altre lingue
- Basco: Esupera[4]
- Catalano: Exuperi[4]
- Francese: Exupère
- Latino: Exsuperius[1][3]
  - Femminili: Exsuperia[3]
- Spagnolo: Exuperio[4]

## Origine e diffusione
Si tratta di un nome augurale, derivato dal latino Exsuperius e basato sul verbo exsuperare ("superare", "eccellere"), quindi "superiore", "che eccelle", "che si distingue dagli altri". Alla stessa radice risale anche il nome Esuperanzio.

## Onomastico
L'onomastico può essere festeggiato in memoria di più santi, alle date seguenti:
- 18 febbraio, santa Esuperia, martire a Vercelli[5]
- 2 maggio, sant'Esuperio, martire con la moglie Zoe e i figli Ciriaco e Teodulo ad Attalia[6]
- 26 luglio, sant'Esuperia, martire con il marito Olimpio e il figlio Teodulo sotto Valeriano[7]
- 1º agosto, sant'Esuperio, vescovo di Bayeux[6][8]
- 22 settembre, sant'Essuperio, martire della Legione Tebea[8][6]
- 28 settembre, sant'Essuperio, vescovo di Tolosa[4][6][8]
- 19 novembre, sant'Essuperio, martire con i santi Severino e Feliciano a Braine sotto Marco Aurelio[6][8]